# Viktor Schnittke
Viktor Schnittke (russisch Виктор Гарриевич Шнитке, wiss. Transliteration Viktor Garri'evič Šnitke, deutsche Transkription Wiktor Garrijewitsch Schnitke; * 31. Januar 1937 in Engels, Autonome Sozialistische Sowjetrepublik der Wolgadeutschen, Russische Sozialistische Föderative Sowjetrepublik, Sowjetunion; † 17. November 1994 in Regensburg) war ein sowjetdeutscher Dichter, Schriftsteller und Übersetzer.

## Leben
Schnittke wurde in der Wolgadeutschen Republik in der Sowjetunion geboren. Sein Vater Harry war ein deutscher Jude, seine Mutter Marie geb. Vogel eine Wolgadeutsche. Harry arbeitete bei der deutsch-sowjetischen Zeitung Nachrichten, anschließend als politischer Instrukteur in einer Gewerbeschule und 1946–1948 in Wien als Kriegsberichterstatter bei der Österreichischen Zeitung. Die Mutter Marie war Lehrerin und hatte 1941–1946 Deutsch an einer Mittelschule im Wolgagebiet unterrichtet. Nach einem Aufenthalt in Wien zog die Familie Schnittke ins Moskauer Gebiet, wo Viktors Großeltern väterlicherseits lebten. Die Großmutter Thea Schnittke geb. Toiba Katz war Germanistin.
Viktor studierte am Pädagogischen Institut Englisch und Deutsch. Schon als Student schrieb er für die Moskauer Zeitung Nowoje Wremja. Später erhielt er eine Stelle in der Redaktion. Ab 1970 schrieb er  für Progress, einen Verlag für ausländische Literatur, und ab 1991 dann für den Buchverlag Russika. Die Eltern begannen, in der Redaktion der Moskauer Zeitung Neues Leben zu arbeiten. Viktor Schnittke verfasste seine Gedichte wie auch seine Prosawerke in deutscher und russischer Sprache. Zur Sowjetzeit weniger beachtet, wohl aber von den Deutschsprachigen im Land, deren Sprache nach dem Krieg verboten war, erschien sein Nachlass mit drei in Moskau veröffentlichten Lyrik- und Prosa-Sammlungen. 1992 erschien im Moskauer Raduga-Verlag das Buch Stimmen des Schweigens, das Lebenserinnerungen, Erzählungen und Gedichte von Viktor Schnittke in deutscher Sprache enthält. Und im Jahr 2013 brachte der Verlag IVDK Medien einen zweisprachigen Gedichtband von Schnittke mit dem Titel Ich war auf Seelenwanderung, ein Fremder heraus. Redigiert von der Literaturkritikerin Elena Seifert, erschien das Werk in der Reihe Spiegelgedichte. In dieser jüngsten Publikation finden sich Übersetzungen von deutschen und russischen Gedichten Viktor Schnittkes, die von Teilnehmern des Internationalen-Viktor-Schnittke-Literaturwettbewerbes und anderen Autoren angefertigt wurden.
Mit seinem Bruder, dem Komponisten Alfred Schnittke, vertonte Viktor eine Reihe von Gedichten. Auch übersetzte er zahlreiche musiktheoretische Werke ins Russische. Darunter Das kleine Brahms-Buch von Franz Grasberger, Johann Strauß von Franz Meiler oder Arnold Schönberg. Briefe. Auf einer Reise durch Deutschland erlag er mit 57 Jahren in Regensburg einem Schlaganfall.